# Sofia Wallström
Charlotte Sofia Thérese Wallström, född Nordfors den 21 oktober 1969 i Enköpings församling, Uppsala län, är en svensk jurist och ämbetsman. Hon var generaldirektör för Tandvårds- och läkemedelsförmånsverket 2013–2019 och generaldirektör för Inspektionen för vård och omsorg 2019–2024. Sedan 2024 är hon vd för Läkemedelsindustriföreningen.

## Biografi
Sofia Wallström har tjänstgjort vid flera statliga myndigheter. Hon har arbetslivserfarenhet från Regeringskansliet, bland annat som kansliråd vid Finansdepartementets budgetavdelning och som departementsråd vid Socialdepartementet, där hon under åren 2008–2010 ansvarade för omregleringen av apoteksmarknaden och genomförandet av tandvårdsreformen. Hon var länsråd vid Länsstyrelsen i Västmanlands län 2010–2013. Mellan 2013 och 2019 var hon generaldirektör för Tandvårds- och läkemedelsförmånsverket (TLV). Sofia Wallström tillträdde den 24 juni 2019 som generaldirektör för Inspektionen för vård och omsorg (IVO). Hon lämnade generaldirektörsposten i förtiden på egen begäran den 30 september 2024 och tillträdde därefter som vd för Läkemedelsindustriföreningen.
Wallström har parallellt med sina chefsbefattningar haft flera uppdrag som särskild utredare åt regeringen. 2011–2013 ledde hon arbetet i Läkemedels- och apoteksutredningen och lämnade förslag om utvecklad läkemedelsprissättning, ersättning vid läkemedelsskador samt miljöhänsyn i läkemedelsförmånerna. 2015-2017 utredde hon bland annat frågor om obligatoriska nationella riktlinjer i sjukvården (Kunskapsstödsutredningen) och 2018–2020 ledde hon Utredningen om offentlig-privat samverkan, styrning och kontroll, där erfarenheter från investeringen Nya Karolinska Solna utreddes.
Hon var särskild utredare i utredningen om hållbara investeringsprojekt i framtidens hälso- och sjukvård, som överlämnade sitt betänkande 2021 (SOU 2021:71).